# Liste des musées du Gloucestershire
Cette liste des musées du Gloucestershire, Angleterre contient des musées qui sont définis dans ce contexte comme des institutions (y compris des organismes sans but lucratif, des entités gouvernementales et des entreprises privées) qui recueillent et soignent des objets d'intérêt culturel, artistique, scientifique ou historique. leurs collections ou expositions connexes disponibles pour la consultation publique. Sont également inclus les galeries d'art à but non lucratif et les galeries d'art universitaires. Les musées virtuels ne sont pas inclus.

## Musées
| Nom                                                 | Image | Ville/City           | District              | Type              | Résume |
| --------------------------------------------------- | ----- | -------------------- | --------------------- | ----------------- | --- |
| Acton Court                                         |       | Iron Acton           | South Gloucestershire | Maison historique | Conserved Tudor construit pour le plaisir de Henri VIII, jardins et terrains |
| Château de Berkeley                                 |       | Berkeley             | South Gloucestershire | Maison historique | Château médiéval, jardins, maison aux papillons |
| Blackfriars                                         |       | Gloucester           | Gloucester            | Maison historique | Exploité par English Heritage, un couvent médiéval transformé par la suite en maison tudor et fabrique de draps |
| Chavenage House                                     |       | Tetbury              | Cotswold              | Maison historique | Manoir élisabéthain |
| Chedworth Roman Villa                               |       | Chedworth            | Cheltenham            | Archéologie       | Exploité par le National Trust, objets et restes d'une grande villa romaine |
| Clearwell Caves                                     |       | Clearwell            | Forest of Dean        | Mine              | Ancienne mine de fer |
| Coleford Great Western Railway Museum               |       | Coleford             | Forest of Dean        | Rail              | Comprend un ancien hangar à marchandises, une boîte à signaux GWR, une voie ferrée miniature, une locomotive |
| Corinium Museum                                     |       | Cirencester          | Cotswold              | Archéologie       | Artefacts trouvés localement de la Grande-Bretagne romaine, Néolithique et l'Époque victorienne |
| Cotswold Motoring Museum                            |       | Bourton-on-the-Water | Cotswold              | Transport         | Voitures, motos, vélos, caravanes et souvenirs automobiles du XXe siècle, également une collection de jouets |
| Court Barn                                          |       | Chipping Campden     | Cotswold              | Art               | website, artisanat et design, y compris artisanat contemporain et pièces du Arts and Crafts |
| Dean Forest Railway                                 |       | Norchard             | Forest of Dean        | Rail              | Chemin de fer patrimonial et musée à la gare de Norchard |
| Dean Heritage Centre                                |       | Soudley              | Forest of Dean        | Local             | Histoire locale, métiers, industrie |
| Dr. Jenner’s House                                  |       | Berkeley             | South Gloucestershire | Maison historique | Maison d'Edward Jenner, l'initiateur de la vaccination |
| Dunkirk Mill                                        |       | Nailsworth           | South Gloucestershire | Industrie         | website, exploité par le Stroudwater Textile Trust, ancienne usine de textile dotée d'une roue à aubes gigantesque et d'autres machines |
| Dursley Heritage Centre                             |       | Dursley              | Stroud                | Local             | website, histoire locale, culture, géré par Dursley Town Trust |
| Dyrham Park                                         |       | Dyrham               | South Gloucestershire | Maison historique | Exploité par le National Trust, manoir baroque avec peintures, mobilier et arts décoratifs hollandais , jardins et terrains |
| Frenchay Village Museum                             |       | Frenchay             | South Gloucestershire | Local             | website, histoire des quakers non conformistes et des unitariens qui ont fondé le village |
| Gardens Gallery                                     |       | Cheltenham           | Cheltenham            | Art               | website, galerie d'art communautaire |
| Gigg Mill                                           |       | Nailsworth           | South Gloucestershire | Industrie         | website, exploité par le Stroudwater Textile Trust, un atelier de tissage textile faisant la démonstration de technologies en évolution, allant d'un simple métier à tisser à une navette volante au métier à tisser électrique                                                                                 |
| Gloucester City Museum & Art Gallery                |       | Gloucester           | Gloucester            | Multiple          | Histoire locale, archéologie, arts décoratifs, histoire naturelle, Bretagne romaine, royaumes saxons, fossiles de dinosaures |
| Gloucester Folk Museum                              |       | Gloucester           | Gloucester            | Multiple          | Artisanat, métiers, industries, jouets, articles ménagers, trains miniatures, appareils ménagers, salle de classe d'époque, laiterie, charronnerie, menuiserie et quincaillerie, |
| Gloucester Waterways Museum                         |       | Gloucester           | Gloucester            | Transport         | Histoire des canaux, des bateaux sur le canal, de l'équipement, de l'histoire naturelle |
| Hailes Abbey                                        |       | Winchcombe           | Tewkesbury            | Religions         | Exploité par English Heritage, ruines d'une abbaye cistercienne du XIIIe siècle , fouilles archéologiques |
| Holst Birthplace Museum                             |       | Cheltenham           | Cheltenham            | Maison historique | website, lieu de naissance du compositeur Gustav Holst, sa vie et ses œuvres |
| Hopewell Colliery Museum                            |       | Soudley              | Forest of Dean        | Mine              | website, ancienne mine de charbon |
| Jet Age Museum                                      |       | Staverton            | Tewkesbury            | Aviation          | Avions historiques, moteurs d'avion, cockpits et autres expositions connexes restaurés, historique de la région en matière de développement de moteurs à réaction |
| John Moore Museum                                   |       | Tewkesbury           | Tewkesbury            | Histoire naturel  | website, mammifères et oiseaux de la campagne locale, musée nommé d'après le conservateur John Moore |
| Keith Harding's World of Mechanical Music           |       | Northleach           | Cheltenham            | Musique           | website, boîtes à musique anciennes, automates et instruments de musique mécaniques dans une maison de marchand de laine du XVIIe siècle |
| Kingswood Heritage Museum                           |       | Kingswood            | South Gloucestershire | Local             | website, histoire locale, culture, industrie, religion |
| Lydney Park                                         |       | Lydney               | Forest of Dean        | Multiple          | Domaine de campagne du XVIIe siècle avec complexe de temples romains et artefacts, jardins |
| Merchant's House                                    |       | Tewkesbury           | Tewkesbury            | Maison historique | website, maison à colombages du XVe siècle près de l'abbaye de Tewkesbury |
| Museum in the Park                                  |       | Stroud               | Stroud                | Local             | Histoire locale, archéologie, expositions d'art, culture |
| Nature in Art                                       |       | Gloucester           | Gloucester            | Art               | Art inspiré par la nature sous toutes ses formes, styles et médias |
| Newark Park                                         |       | Ozleworth            | Cotswold              | Maison historique | Exploité par le National Trust, maison de campagne Tudor reflétant plus de 450 ans d'histoire, jardins |
| Owlpen Manor                                        |       | Owlpen               | Stroud                | Maison historique | Manoir reflétant les périodes médiévale, tudor et du XVIIIe siècle, et restaurations du mouvement Arts and Crafts, jardins |
| Prema                                               |       | Uley                 | Stroud                | Art               | website, centre des arts |
| Rodmarton Manor                                     |       | Cirencester          | Cotswold              | Maison historique | Maison du début du XXe siècle avec intérieur, décorations et meubles Maison construite selon les idéaux du mouvement Arts and Crafts |
| Sezincote House                                     |       | Moreton-in-Marsh     | Cotswold              | Maison historique | Réinterprétation du XIXe siècle de l'architecture et des jardins moghol des XVIe et XVIIe siècles |
| Snowshill Manor                                     |       | Snowshill            | Cotswold              | Maison historique | Géré par le National Trust, il présente une collection éclectique de plus de 22,00 articles, notamment des peintures, des sculptures, des jouets, des armures et des épées japonaises , des costumes, des instruments de musique, des timbres au beurre , des cloches à vache , des cadenas , des vélos et plus |
| Soldiers of Gloucestershire Museum                  |       | Gloucester           | Gloucester            | Militaire         | Histoire du Gloucestershire Regiment et des Royal Gloucestershire Hussars |
| St. Mary's Mill                                     |       | Chalford             | South Gloucestershire | Industrie         | website, géré par le Stroudwater Textile Trust, moulin de 1820 avec une grande roue hydraulique et une machine à vapeur |
| Stanway House                                       |       | Stanway              | Tewkesbury            | Maison historique | Manoir jacobin, jardin d'eau du XVIIIe siècle |
| Sudeley Castle                                      |       | Winchcombe           | Tewkesbury            | Maison historique | Château élisabéthain, ruines, 10 jardins, expositions de la reine Catherine Parr , textiles, souvenirs victoriens, terrain de jeux d'aventure |
| Tailor of Gloucester Beatrix Potter Museum and Shop |       | Gloucester           | Gloucester            | Media             | website, situé dans le bâtiment original utilisé par l'auteur Beatrix Potter dans son histoire Le tailleur de Gloucester |
| Tetbury Police Museum                               |       | Tetbury              | Cotswold              | Police            | website, poste de police et salle d'audience de l'époque victorienne, histoire de la police du Gloucestershire, collecte de matériel de contrainte |
| Tewkesbury Borough Museum                           |       | Tewkesbury           | Tewkesbury            | Local             | Histoire locale, archéologie, culture, foire modèle des années 1950 |
| Tewkesbury Heritage Centre                          |       | Tewkesbury           | Tewkesbury            | Local             | Glovemaker du XVIIe siècle et expositions sur l'histoire locale |
| Thornbury and District Museum                       |       | Thornbury            | South Gloucestershire | Local             | website, histoire locale, culture, archéologie |
| Wellington Aviation Museum                          |       | Moreton-in-Marsh     | Cotswold              | Militaire         | website, histoire et artefacts de la RAF Moreton-in-Marsh |
| The Wilson                                          |       | Cheltenham           | Cheltenham            | Multiple          | Art, arts décoratifs, histoire locale, archéologie, objets ethnographiques d'Afrique et d'Asie |
| Winchcombe Folk and Police Museum                   |       | Winchcombe           | Tewkesbury            | Multiple          | website, histoire locale, culture, uniformes, équipement et artefacts de police |
| Woodchester Mansion                                 |       | Woodchester          | Stroud                | Maison historique | Manoir inachevé de la Renaissance gothique du XIXe siècle |
| Wotton-under-Edge Heritage Centre                   |       | Wotton-under-Edge    | Stroud                | Local             | website, histoire locale, industries et artisanat, culture |
| Yate Heritage Centre                                |       | Yate                 | South Gloucestershire | Local             | website, histoire locale, culture |

## Musées fermés
- Bristol Aero Collection, website, actuellement fermé; Le nouveau centre aérospatial de Bristol est prévu pour Filton et comprendra un avion de ligne supersonique Concorde
- Castle Combe Museum, Castle Combe, fermé en 2012 et cherchant un nouveau lieu[1],[2]
- Cinderbury Iron Age Experience, Clearwell[3]
- Park House Toy Collectors Museum, Stow-on-the-Wold, fermé en 2011[4]
- Shambles Victorian Village[5], Newent